# Banda Gallega
La Banda Gallega és el nom amb el qual històricament es coneixia a gran part de l'actual Sierra de Huelva i, per tant, a tota la província, des de la seva conquesta pels reis cristians com a cinturó defensiu. Aquesta denominació va néixer, en paral·lelisme amb l'anomenada Banda morisca, per fer referència a la zona fronterera amb el Regne de Portugal, al costat de La Raia.
Prèviament a la reconquesta cristiana els almoràvits i després en el segle xii els almohades van intentar solucionar els problemes de defensa de la zona reaprofitant antigues fortificacions romanes i aixecant noves fortaleses com a Aracena, Cala o Zufre. Amb la nova dominació cristiana des del segle xiii el Regne de Portugal ambicionarà la conquesta de tota la zona pel que segueix sent necessària la defensa de la serra en si a més de convertir-se en primera força defensiva del Regne de Sevilla. Per això l'ajuntament de Sevilla veurà necessària el reaprofitament, reconstrucció o construcció d'importants fortaleses a la zona com les del Castell de Sanç IV de Cumbres Mayores. Aquesta zona fronterera va estar composta per tres línies que englobaven les defenses de:
- Aroche, Encinasola i Fregenal de la Sierra.
- Torres (Cumbres de San Bartolomé), Cortegana i Cumbres Mayores.
- Aracena, Cala i Santa Olalla del Cala.

En el segle XVI les construccions defensives s'estendran a la zona de l'el Andévalo i més al sud-oest, procés que culminarà a la fi de segle amb la construcció de diferents torres almenes en la costa per defensar-les de pirates berberiscs. Encara que gran part d'aquestes edificacions encara romanen en peus l'abandó d'aquestes en el segle xix o els danys ocasionats per les tropes franceses durant la Guerra d'Independència van abocar a la ruïna a moltes d'elles.